# Bastia (La Spezia)
La Bastia detta anche Forte di Santa Caterina era una fortificazione medievale posta sul crinale che domina la città della Spezia.

## Storia
Non è noto quando la fortezza fu costruita e a questo proposito sono state avanzate varie ipotesi.
Secondo alcuni storici risalirebbe al 1365 ad opera di Ambrogio Visconti. La datazione al XIV secolo troverebbe conferma nella descrizione di un viaggiatore peraltro in epoca molto più tarda .
Lo storico spezzino Ubaldo Mazzini ritiene che la sua costruzione risalga invece al primo Quattrocento ritenendola costruita dai francesi nel tempo in cui erano signori di Liguria.
In un manoscritto del 1411 si legge della nomina del castellano della Bastia: Die VIII lugi 1411. Antonielus Favoriti di Campilia fuit eletus castelanus Bastie nostre per sendicos et consules comunis Spedie et fuit ei provisom pro suo salario pro colibet mense L. IIII et incipit ista die et dant ei baliam quod posit comandare Sociis et condanare et asorvere. In questa data pertanto  la Bastia risulterebbe già costruita.
Un’altra ipotesi la colloca ugualmente nel XV secolo attribuendola ancora alla dominazione Viscontea .
Come il Castello anche la Bastia è usata per ospitarvi la guarnigione governativa.
Quando nel dicembre 1476 viene ucciso il duca Galeazzo Maria Sforza in Liguria divampa la rivolta contro il dominio sforzesco. 
La Spezia si solleva guidata dai fratelli Gaspare e Baldassarre Biassa che il 25 marzo 1477  sono protagonisti della resa della guarnigione milanese nella Bastia che viene restituita alla Repubblica.
Ibleto Fieschi impartisce subito l'ordine di distruggere sia il Castello che la Bastia, ma i Biassa prudentemente si oppongono, salvaguardando così le difese cittadine contro il possibile ritorno delle truppe milanesi.
Più tardi, in previsione della guerra contro gli aragonesi, nell’estate 1494 Gian Luigi Fieschi prudentemente verifica l’efficienza delle difese della Bastia ed il Castello. 
Alla fine del XVI secolo il governo genovese ordina un’altra ispezione delle fortezze spezzine.
Un importante rafforzamento della fortezza avviene nel 1606 con l’aggiunta di due ridotte (dette del Pane e del Cipresso) e di un camminamento coperto che la collega al Castello.
Abbandonato poiché reso inutile dall’evoluzione delle tecniche militari, il Forte di Santa Caterina è stato demolito nel 1866.

## Descrizione
La poderosa fortificazione della Bastia era posta sul medesimo crinale del Castello San Giorgio, ma in posizione più elevata.
Demolita a metà del XIX secolo, conosciamo la fortezza grazie ad una planimetria settecentesca stesa dal cartografo Matteo Vinzoni oltre che a dipinti ottocenteschi della città.
Si trattava di un massiccio bastione articolato su di una pianta ad andamento circolare su dodici lati, ciascuno dei quali misurava undici metri di lunghezza e superava i dieci metri di altezza.
Le mura esterne erano inclinate a scarpa fino ad un cordolo e continuavano perpendicolari al di sopra. Nei quattro lati volti a nord-est vi erano delle piccole mensole di arenaria che sporgevano poco sotto la sommità. 
L’ingresso era nel lato rivolto a ponente. 
Quasi metà del portale d’accesso era rimasto ostruito da detriti dopo la distruzione di parte del muro di cinta avvenuta nel 1477 durante la rivolta capitanata dai Biassa contro gli Sforza.
Il muro di cinta aveva un percorso di ronda con feritoie nel parapetto.